# Корб, Михаил
Михаил Корб (Mihhail Korb) (родился 3 августа 1980 года в Пярну) — эстонский политик, член XII—XIV Рийгикогу, с 23 ноября 2016 по 12 июня 2017 года министр государственного управления в первом правительстве Юри Ратаса.
Сын Валерия Корба — политика, члена Рийгикогу от Центристской партии.
Окончил Таллинский технологический университет, бакалавр по специальности «управление бизнесом» (2003), магистр экономики (2008), бакалавр энергетики (2010).
Послужной список:
- 2001—2004 служащий экономико-финансового отдела городского управления Кохтла-Ярве;
- 03.2004-11.2005 специалист по бюджету Мустамяэской управы;
- 12.2005-10.2009 староста (выборное должностное лицо) Кристийнского района Таллина;
- 12.2009-10.2011 старейшина (назначаемый правительством глава) Кристийнского района;
- 10.2011-06.2014 староста центра Таллина;
- с июня 2014 по 2023 год депутат Рийгикогу.

С 2002 года член Центристской партии. С 23 ноября 2016 по 12 июня 2017 года министр государственного управления в первом правительстве Юри Ратаса. Поводом для его отставки стало публичное высказывание в Хаапсалу 23 мая, где он заявил, что не поддерживает членство Эстонии в НАТО.
С лета 2019 по 12 января 2021 года генеральный секретарь Центристской партии, с 2021 года председатель её Таллинского округа.
В 2021 году был обвинён прокуратурой в торговле влиянием. В 2025 окончательно осужден Государственным судом по всем пунктам обвинения и приговорен 1,3 годам лишения свободы условно.
Семья: жена, двое детей.